# 歐茲德

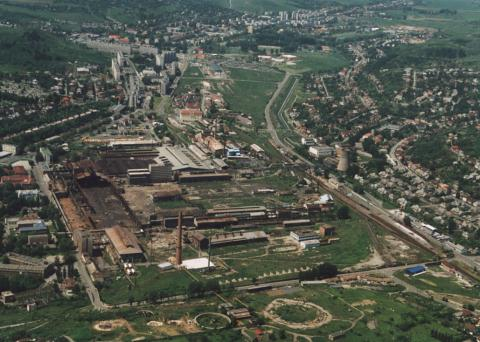

歐茲德（匈牙利語：[oːzd]）是匈牙利的城市，位於該國東北部，距離米什科爾茨40公里，由包爾紹德-奧包烏伊-曾普倫州負責管轄，面積91.56平方公里，海拔高度183米，2009年人口35,621。

## 友好城市
- 匈牙利霍德梅澤瓦

## 外部連結
- Official site （页面存档备份，存于） （匈牙利文）

48°13′N 20°18′E / 48.217°N 20.300°E